# Campeonato Timorense de Futebol Feminino de 2025
A Liga Futebol Feminino de Timor-Leste (LFF-TL) de 2025 será a 5ª edição oficial do Campeonato Timorense de Futebol Feminino. É organizada pela Federação de Futebol de Timor-Leste e contará com 8 clubes participantes na primeira divisão.
A primeira partida da temporada será realizada em 22 de agosto. A janela de inscrições dos clubes foi anunciada em 17 de junho.
A equipa do Sport Laulara e Benfica é a atual defensora do título, tendo sagrado-se bicampeã na temporada 2023-24.

## Sistema de Disputa
A primeira divisão contará com 8 equipas participantes. Os times jogam entre si em turno e returno. A equipa campeã será aquela que somar mais pontos ao final do cronograma de partidas.

### Critérios de desempate
Ocorrendo igualdade em pontos ganhos entre 2 (dois) ou mais clubes aplicam-se, sucessivamente, os seguintes critérios técnicos de desempate:
- a) resultados dos confrontos diretos
- b) maior saldo de gols
- c) maior número de gols marcados

## Premiação
| Campeonato Timorense de Futebol Feminino de 2025 |
| Timor-Leste                                      |
| ------------------------------------------------ |
| a definir Campeã (0º título)                     |

## Ligações Externas
- Liga Timorense de Futebol Feminino - Página oficial no Facebook